# Katarzyna Adamik
Katarzyna Adamik, también conocida como Kasia Adamik, (Varsovia, 28 de diciembre de 1972) es una directora de cine polaca, creadora de artes visuales y artista de guiones gráficos. 

## Trayectoria
Adamik es hija de la directora de cine polaca Agnieszka Holland y de Laco Adamík, un director de ópera eslovaco. Es sobrina de la directora polaca Magdalena Łazarkiewicz. Se graduó en la Academia de Bellas Artes de Bruselas y debutó en la industria del cine en 1993. Adamik se reconoció como lesbiana en 2012.
Ha trabajado como artista de guiones gráficos en una variedad de películas que incluyen In Darkness, Copying Beethoven, Everything Is Illuminated, Catwoman, Trapped, Julie Walking Home, Angel of Death, Hearts in Atlantis, Angel Eyes, Golden Dreams, Battlefield Earth, Na koniec swiata, The Third Miracle, The Wood, Beloved, Wicked, Polish Wedding, Washington Square y Total Eclipse.